# Harum Scarum
 (février 2020).
Si vous disposez d'ouvrages ou d'articles de référence ou si vous connaissez des sites web de qualité traitant du thème abordé ici, merci de compléter l'article en donnant les références utiles à sa vérifiabilité et en les liant à la section « Notes et références ».
Albums de Elvis Presley
Girl Happy (BO)
(1965) Frankie and Johnny (BO)
(1966)
Harum Scarum  est un album studio du chanteur, musicien et acteur américain Elvis Presley, sorti en octobre 1965 ou novembre 1965 sur le label RCA Victor.

## Présentation
Cet album est le onzième opus du chanteur et constitue la bande originale du film musical éponyme (en français : C'est la fête au harem), avec Elvis Presley dans le rôle principal,. 
Les sessions d'enregistrement ont eu lieu au RCA Studio B à Nashville, dans le Tennessee, les 24, 25 et 26 février 1965.
Il atteint la 8e du classement Billboard Pop Albums.
Il est considéré comme un des pires albums d'Elvis, y compris par lui-même selon Charlie McCoy, et provoque une grande déception chez ses fans.

## Liste des titres
| A1. | Harem Holiday         | Peter Andreoli - Vince Poncia - Crane  | 2:17 |
| A2. | My Desert Serenade    | Stanley J. Gelber                      | 1:47 |
| A3. | Go East, Young Man    | Bill Grant, Bernie Baum, Florence Kaye | 2:26 |
| A4. | Mirage                | Bill Grant, Bernie Baum, Florence Kaye | 2:26 |
| A5. | Kismet                | Sid Tepper & Roy C. Bennett            | 2:09 |
| A6. | Shake That Tambourine | Bill Grant, Bernie Baum, Florence Kaye | 2:03 |

| Face B | Face B                               | Face B                                 | Face B | Face B | Face B | Face B | Face B | Face B | Face B |
| No     | Titre                                | Auteur                                 | Durée  |        |        |        |        |        |        |
| ------ | ------------------------------------ | -------------------------------------- | ------ | ------ | ------ | ------ | ------ | ------ | ------ |
| B1.    | Hey Little Girl                      | Joe Byers                              | 2:14   |        |        |        |        |        |        |
| B2.    | Golden Coins                         | Bill Grant, Bernie Baum, Florence Kaye | 1:54   |        |        |        |        |        |        |
| B3.    | So Close, Yet So Far (From Paradise) | Joe Byers                              | 3:01   |        |        |        |        |        |        |
| B4.    | Animal Instinct                      | Bill Grant, Bernie Baum, Florence Kaye | 2:12   |        |        |        |        |        |        |
| B5.    | Wisdom of the Ages                   | Bill Grant, Bernie Baum, Florence Kaye | 1:53   |        |        |        |        |        |        |
| 24:22  |                                      |                                        |        |        |        |        |        |        |        |

## Membres du groupe
- Elvis Presley : chant
- Scotty Moore, Grady Martin, Charlie McCoy : guitare électrique
- Henry Strzelecki : basse
- D.J. Fontana, Ken Buttrey : batterie
- Floyd Cramer : piano
- Rufus Long : flûte
- Ralph Strobel : hautbois
- Hoyt Hawkins : tambourin
- Gene Nelson : congas, bongos
- The Jordanaires, The Carole Lombard Trio, The Jubilee Four, Millie Kirkham : chœurs

## Divers
Les bandes définitives ont été transmises à RCA le 30 septembre 1965.
Aucun 45 tours n'a été extrait de cet album.